# Edward Kleban
Edward Kleban (Nova York, 30 de abril de 1939 - Nova York, 28 de dezembro de 1987) foi um letrista, compositor teatral e produtor de discos norte-americano.
Formado pela Universidade de Columbia, trabalhou nos anos 60 para a Columbia Records, onde produziu discos de artistas tão distintos quanto Igor Stravinsky e Percy Faith, antes de se dedicar à composições para o teatro.
Seu trabalho mais conhecido é o de letrista das canções do musical A Chorus Line, pelo qual, junto com o compositor Marvin Hamlisch, ganhou o Tony Award e o Prêmio Pulitzer de Teatro de 1976.